# Unorthodox Jukebox
| 전문가 평가          | 전문가 평가 |
| 총 점수              | 총 점수     |
| 출처                 | 점수        |
| -------------------- | ----------- |
| AnyDecentMusic?      | 6.4/10      |
| 메타크리틱           | 70/100      |
| 평가 점수            |             |
| 출처                 | 점수        |
| AllMusic             | [ 3 ]       |
| Billboard            | [ 4 ]       |
| Entertainment Weekly | A–          |
| The Guardian         | [ 6 ]       |
| The Observer         | [ 7 ]       |
| Paste                | 7/10        |
| PopMatters           | 8/10        |
| Rolling Stone        | [ 10 ]      |
| Slant Magazine       | [ 11 ]      |
| Spin                 | 8/10        |

《Unorthodox Jukebox》는 미국의 싱어송라이터 브루노 마스의 두 번째 스튜디오 음반이다. 2012년 12월 7일 애틀랜틱 레코드에 의해 발매되었다. 그것은 마스의 데뷔 음반인 《Doo-Wops & Hooligans》 (2010년)의 후속작의 역할을 한다. 이 음반은 처음에 그의 이전 작품보다 더 "에너지 넘치게" 계획되었지만, 결국 레게 록, 디스코, 솔 음악과 같은 광범위한 스타일을 선보이게 되었다.
마스는 이 음반 전체를 공동 작곡했고 몇몇 과거 협력자들과 함께 작업했으며, 새로운 프로듀서들과 게스트 보컬리스트를 영입하지 않았다. 서정적으로, 《Unorthodox Jukebox》는 그의 이전 소재보다 더 노골적인 가사와 주제를 통합하면서 관계에 대한 주제를 중심으로 전개된다. 2012년 12월 4일, 《Unorthodox Jukebox》는 발매 일주일 전부터 전곡을 들을 수 있게 되었다. 《Unorthodox Jukebox》에 대한 비판적인 반응은 대체로 호의적이었고, 많은 평론가들은 마스의 작품을 그의 이전 음반의 것과 비교했고, 다른 사람들은 가사가 얕다고 여겼다.
첫 주 192,000장의 판매고를 올리며 미국 빌보드 200에서 2위로 데뷔했고, 이후 1위를 차지했다. 이 음반은 호주, 캐나다, 스위스, 영국에서도 1위에 올랐다. 이 음반은 2012년 마스에서 가장 빨리 팔린 음반이 되었고, 2013년 호주에서 세 번째로 많이 팔린 음반이 되었다. 국제 음반 산업 협회는 《Unorthodox Jukebox》가 2013년 세계적으로 4번째로 많이 팔린 음반으로 2016년 3월 기준으로 320만 장, 600만 장을 판매했다고 발표했다.
《Unorthodox Jukebox》는 제56회 그래미 어워드에서 최우수 팝 보컬 앨범상을 수상했다. 이 음반의 시사회는 리드 싱글인 〈Locked Out of Heaven〉이 발표되어 전 세계적으로 상업적인 호평을 받으며 6주 연속 미국 빌보드 핫 100 노래 차트에서 1위를 차지하면서 시작되었다. 그 후, 2013년에 네 개의 싱글 (〈When I Was Your Man〉, 〈Treasure〉, 〈Gorilla〉, 〈Young Girls〉)이 출시되었고, 각각 미국에서 큰 성공을 거두며 중간 정도의 성공을 거두었다. 《Unorthodox Jukebox》는 The Moonshine Jungle Tour (2013년~2014년)를 통해 더욱 홍보되었다.

## 배경

### 구상
The Doo-Wops & Hooligans Tour를 마친 후, 브루노 마스는 그의 두 번째 정규 음반을 만들고 완성하는 데 시간이 걸릴 것이라고 암시했다. 그는 또 자신의 제작진인 스미징턴스가 발매 마감일 때문에 데뷔 음반을 서두른다고 느꼈기 때문에 "올 때 올 것"이라고 고백했다. "우리는 단지 그것이 완벽하기를 원한다"고 그 가수는 덧붙였다. 마스가 제공한 수많은 텔레비전 쇼와 세계적인 공연 때문에, 그는 그의 두 번째 스튜디오 음반이 무대에서 "소란스럽게" 역동적인 모습을 보여줄 필요가 있다는 것을 인정했다.
마스는 2012년 9월 커버스토리 예고편을 통해 자신의 자유를 대표하는 음반을 녹음했다고 《빌보드》에 밝혔다. 그의 데뷔 음반인 《Doo-Wops & Hooligans》에서, 그 가수는 그가 불쾌해 했던, 그의 레이블의 압력 때문에 몇 가지를 바꿔야 했던 것으로 알려졌다. 그는 《Unorthodox Jukebox》가 그와 더 가깝고 그가 무엇을 지지하는지를 명확히 했다. 그는 "만약 내가 사람들이 그것을 삼키기 어려운 알약이라고 생각하기 때문에 이것들을 바꾸고 있다면, 나는 무대에서 가짜를 파는 서커스 광대처럼 느낄 것이다"라고 상세하게 설명했다. 《Unorthodox Jukebox》에서 선보인 다양한 음악 스타일은 과거에 여러 번 그의 레이블로부터 거절을 초래했다. 이 진술에 대해, 그 가수는 자신이 하라고 한 음악이 아니라, 자신만의 음악을 만들 수 있는 자유를 갖고 싶었기 때문에 "당신의 음악은 형편없고, 당신이 누군지 모르고, 당신의 음악은 사방에 널려있고, 우리는 이것을 어떻게 홍보해야 할지 모릅니다. 차선을 정해서 우리에게 돌아오세요."라고 덧붙였다.
마스는 작곡 기술을 발전시키기 시작할 때쯤 "가장 가치 있는 교훈"을 배웠다고 말했다. "움직이게 해? 춤추게 해? 이 노래가 업템포인지 발라드인지"라면서 "이 뒤에는 심장 박동이 있어야 한다. 노래에 맥박이 있어야 한다." 《아메리칸 송라이터》에게 필립 로렌스는 데뷔 음반이 "요행이 아니었다"는 것을 증명하기 위해 음반이 진행되는 동안 잠을 이루지 못했던 밤을 회상했다. 그는 그들이 처음 4~5개월 동안 음반 작업을 한 것은 "아무것도 달라붙지 않을 것"이었기 때문에 성과가 없었다고 계속해서 표현했다. 그들이 스튜디오를 떠나 몇 잔 마시기로 결정했을 때, 그들은 긴장을 풀고 너무 많은 압박을 받지 말아야 한다는 결론에 도달했다. 그것은 "아이디어들이 다시 나오기 시작했다"는 결과를 낳았다.

## 상업적 성과
《Unorthodox Jukebox》는 첫 주 192,000장 (물리적 판매 134,000장, 디지털 판매 57,000장)의 판매량으로 미국 빌보드 200에서 2위로 데뷔해 14만~15만장의 판매량을 기록하며 브루노 마스의 차트 최고 기록을 세웠다. 다음 주에는 178,000장이 팔려 3위로 떨어졌다. 이 음반은 미국에서 3주 연속 톱 5 안에 들었고, 38%의 판매량 감소를 견뎌내며 110,000장으로 떨어졌다. 데뷔 3주 만에 총 48만 장이 팔렸다. 2013년 3월 7일, 출시 12주 만에 이 음반은 95,000장이 팔리며 빌보드 200 1위에 올랐다. 이 음반은 2014년 1월까지 미국에서 1,399,000장이 팔려 올해 5번째로 많이 팔린 음반이 되었다. 2014년 2월 5일, 마스가 제56회 그래미 어워드에 참석하고 슈퍼볼 XLVIII 하프타임 쇼에서 공연한 이후, 음반 판매량은 180% 증가하여 《Unorthodox Jukebox》를 다시 10위권에 진입시켰다. 2014년 2월 12일, 음반은 8만 1천 장의 판매고를 올리며 3위에 올랐다. 이 음반은 미국 음반 산업 협회로부터 6백만 장에 해당하는 판매량과 스트리밍 수치를 인정받아 플래티넘 인증을 받았다. 2017년 7월 24일 기준으로 미국에서 총 2,574,000장이 판매되었다. 2013년 이 음반의 성공은 마스가 슈퍼볼 XLVIII의 하프타임 쇼에서 헤드라인 공연으로 선정되고 《빌보드》가 선정한 올해의 《빌보드》 아티스트에 등장하는데 결정적이었다. 미디어데이터베이스에 따르면 그는 또한 톱 40 라디오에서 가장 많이 재생된 아티스트였으며 리듬 방송국과 핫 어덜트 컨템포러리 방송국에서 세 번째로 많이 재생된 아티스트였으며 2013년에는 AC 방송국에서 다섯 번째로 많이 재생된 아티스트였다. 게다가, 마스는 《빌보드》의 2013년 연말 차트 중 3개 (핫 100 아티스트, 메인스트림 탑 40, 핫 디지털 송)에서 1위를 차지했다. 이 음반은 빌보드 200 역대 55번째 베스트 음반으로 선정되었다.

## 곡 목록
| #            | 제목                     | 작사·작곡                                                                 | 프로듀서                                      | 재생 시간 |
| ------------ | ------------------------ | ------------------------------------------------------------------------- | --------------------------------------------- | --------- |
| 1.           | 〈Young Girls〉          | Bruno Mars Philip Lawrence Ari Levine Jeff Bhasker Emile Haynie Mac Davis | The Smeezingtons Bhasker Haynie               | 3:49      |
| 2.           | 〈Locked Out of Heaven〉 | Mars Lawrence Levine                                                      | The Smeezingtons Bhasker Haynie Mark Ronson   | 3:53      |
| 3.           | 〈Gorilla〉              | Mars Lawrence Levine                                                      | The Smeezingtons Bhasker Haynie Ronson        | 4:04      |
| 4.           | 〈Treasure〉             | Mars Lawrence Levine Phredley Brown Thibaut Berland Christopher Khan      | The Smeezingtons                              | 2:58      |
| 5.           | 〈Moonshine〉            | Mars Lawrence Levine Andrew Wyatt Bhasker Ronson                          | The Smeezingtons Bhasker Ronson               | 3:48      |
| 6.           | 〈When I Was Your Man〉  | Mars Lawrence Levine Wyatt                                                | The Smeezingtons                              | 3:33      |
| 7.           | 〈Natalie〉              | Mars Lawrence Levine Benjamin Levin Paul Epworth                          | The Smeezingtons Benny Blanco Epworth         | 3:45      |
| 8.           | 〈Show Me〉              | Mars Lawrence Levine Dwayne Chin-Quee Mitchum Chin                        | The Smeezingtons Dwayne "Supa Dups" Chin-Quee | 3:27      |
| 9.           | 〈Money Make Her Smile〉 | Mars Lawrence Levine Brody Brown                                          | The Smeezingtons Diplo                        | 3:23      |
| 10.          | 〈If I Knew〉            | Mars Lawrence Levine                                                      | The Smeezingtons                              | 2:12      |
| 총 재생 시간 | 총 재생 시간             | 총 재생 시간                                                              | 총 재생 시간                                  | 32:51     |

## 인증
| 국가                                                                                         | 인증             | 판매량/출하량 |
| -------------------------------------------------------------------------------------------- | ---------------- | ------------- |
| 오스트레일리아 (ARIA)                                                                        | 3× 플래티넘      | 210,000^      |
| 오스트리아 (IFPI 오스트리아)                                                                 | 골드             | 10,000*       |
| 벨기에 (BEA)                                                                                 | 골드             | 15,000*       |
| 브라질 (Pro-Música Brasil)                                                                   | 플래티넘         | 40,000*       |
| 캐나다 (뮤직 캐나다)                                                                         | 3× 플래티넘      | 240,000^      |
| 덴마크 (IFPI Danmark)                                                                        | 2× 플래티넘      | 40,000        |
| 프랑스 (SNEP)                                                                                | 다이아몬드       | 500,000*      |
| 독일 (BVMI)                                                                                  | 플래티넘         | 200,000^      |
| 헝가리 (MAHASZ)                                                                              | 플래티넘         | 6,000^        |
| 아일랜드 (IRMA)                                                                              | 2× 플래티넘      | 30,000^       |
| 이탈리아 (FIMI)                                                                              | 플래티넘         | 50,000        |
| 일본 (RIAJ)                                                                                  | 플래티넘         | 250,000^      |
| 멕시코 (AMPROFON)                                                                            | 2× 플래티넘+골드 | 150,000^      |
| 뉴질랜드 (RMNZ)                                                                              | 3× 플래티넘      | 45,000^       |
| 필리핀 (PARI)                                                                                | 2× 플래티넘      | 30,000*       |
| 싱가포르 (RIAS)                                                                              | 플래티넘         | 10,000*       |
| 스페인 (PROMUSICAE)                                                                          | 플래티넘         | 40,000^       |
| 스웨덴 (GLF)                                                                                 | 플래티넘         | 40,000        |
| 스위스 (IFPI 스위스)                                                                         | 플래티넘         | 30,000^       |
| 영국 (BPI)                                                                                   | 3× 플래티넘      | 987,854       |
| 미국 (RIAA)                                                                                  | 6× 플래티넘      | 6,000,000     |
| 요약                                                                                         |                  |               |
| 유럽 (IFPI)                                                                                  | 플래티넘         | 1,000,000*    |
| *판매량을 기반으로 한 인증 · ^출하량을 기반으로 한 인증 · 판매량+스트리밍을 기반으로 한 인증 |                  |               |